# Joan de Pròixida
Joan de Pròixida o Giovanni da Procida (Salern, 1210 – Roma, 1299) fou una de les figures principals de la conspiració que portà a les Vespres Sicilianes (1282) i ajudà a la preparació militar de l'empresa catalana. Era fill d'Andrea da Procida i de Beatrice de Chiaramonte. Fou metge de l'emperador Frederic II i senyor de l'illa de Procida. També va servir a Manfred I de Sicília, com a metge i canceller. A la mort d'aquest monarca conspirà contra Carles I de Nàpols (1266-1268) qui confiscà els seus estats. Refugiat a la República de Venècia, intentà convèncer el landgravi Frederic de Turíngia de ser rei de Sicília (1270). Fallit l'intent, es presentà el 1275 a la cort de Jaume el Conqueridor. L'infant Pere, gendre de Manfred I, premià els seus serveis amb els feus d'Alís i Pomar, al Regne de València, i més tard li donà les baronies de Benissanó, Llutxent, Quatretonda, Palma i Ador (1277–1278). Fet canceller de Pere II, afavorí les relacions del rei amb la cort pontifícia i l'imperi de Constantinoble contra els Anjou.